# 古河電線駅
古河電線駅（ふるかわでんせんえき）は、神奈川県横浜市西区にあった相模鉄道本線の駅（廃駅）。

## 解説
現在の平沼橋駅 - 西横浜駅間に存在した。当時沿線にあった古河電気工業（古河電工）の電線製造工場で働く勤務者のための駅であった。

## 歴史
- 1934年（昭和9年）8月20日 - 神中鉄道によって平沼橋 - 西横浜間に開業。
- 1943年（昭和18年）4月1日 - 神中鉄道の相模鉄道への合併により同社の駅となる。
- 1957年（昭和32年）1月 - 廃駅。

なお、廃駅になる以前に戦時中から営業を休止していたともされる。

## 隣の駅
相模鉄道
本線
平沼橋駅 - 古河電線駅 - 西横浜駅

## 現況
駅があったことを示す痕跡はない。古河電工は1961年（昭和36年）に千葉工場を建設した事などにより横浜工場を閉鎖し、その跡地はtvk（テレビ神奈川）が借り受けて住宅展示場の「tvkハウジングプラザ横浜」が建設された。その後も残っていたグラウンドや研究所も移転・売却などで姿を消し、その跡地もtvkが追加で賃借して、2009年（平成21年）からバラ園の「横浜バラクラ・イングリッシュガーデン」（2012年〈平成24年〉から「横浜イングリッシュガーデン」へ改称）が開場した。

## 参考書籍
- 今尾恵介監修 『日本鉄道旅行地図帳4号 関東2』（新潮社 2008年、 ISBN 978-4-10-790022-7） - 戦時中休止の記述はない。